# Yindu Road
Yindu Road is een station van de metro van Shanghai. Het station is onderdeel van lijn 5.
Xinzhuang · Chunshen Road · Yindu Road · Zhuanqiao · Beiqiao · Jianchuan Road · Dongchuan Road · Jiangchuan Road · Xidu · Xiaotang · Fengpu Avenue · Huanchengdong Road · Wangyuan Road · Jinhai Lake · Fengxian Xincheng · zijtak: Dongchuan Road · Jinping Road · Huaning Road · Wenjing Road · Minhang Development Zone

Lijnen van de metro van Shanghai: 1 · 2 · 3 · 4 · 5 · 6 · 7 · 8 · 9 · 10 · 11 · 12 · 13 · 14 · 15 · 16 · 17 · 18 · Pujiang Line